# کعب بن اسد
کعب بن اسد رئیس قبیله یهودی بنی‌قُرَیْظه، که تا سال ۶۲۷ میلادی در مدینه زندگی می‌کرد. یکی از افراد قبیله‌اش به نام الزبیر بن بطع، ادعا می‌کرد که چهره او «شبیه یک آینه چینی بود. به طوریکه دختران قبیله می‌توانستند خود را در چهره او ببینند»، این توصیف احتمالاً به این معناست که کعب ظاهری جوان و معصوم داشته‌است.